# Ctesias nuratavica
Ctesias nuratavica is een keversoort uit de familie spektorren (Dermestidae). De wetenschappelijke naam van de soort werd in 1983 gepubliceerd door Sokolov.